# 三尖镇
三尖镇，是中华人民共和国湖南省娄底市冷水江市下辖的一个乡镇级行政单位。

## 行政区划
三尖镇下辖以下地区：
南阳社区、三尖社区、石槽社区、光明村、金塘村、九江村、利渡村、连岩村、六二村、木山村、上青村、神龙村、石船村、西湾村、新屋村、裕沅村和粘禾村。